# Bajor Tanácsköztársaság

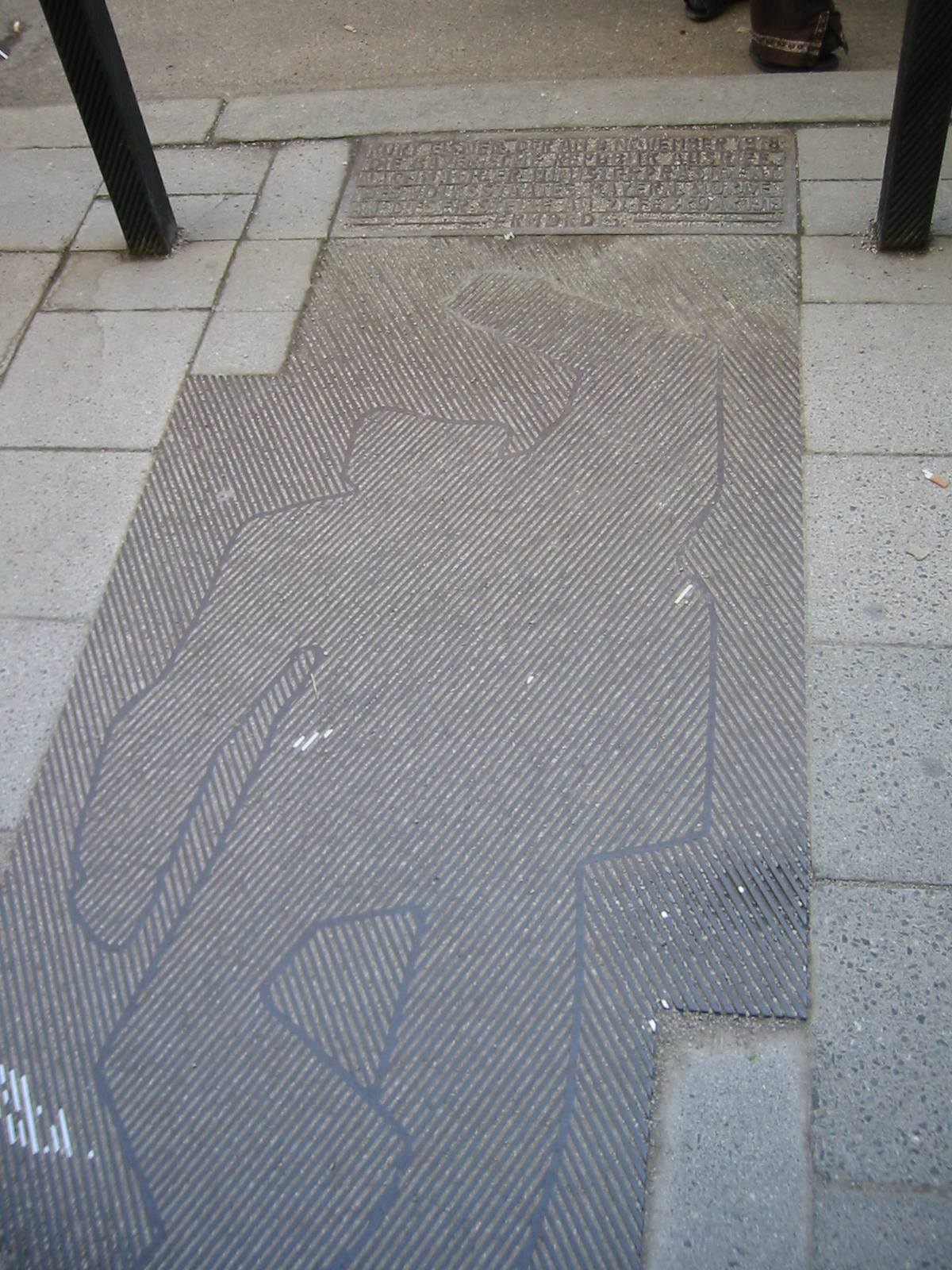
Emlékmű Kurt Eisner meggyilkolásának helyén Münchenben

A müncheni Tanácsköztársaság vagy Bajor Tanácsköztársaság (Münchner vagy Bayerische Räterepublik) egy rövid életű kísérlet volt egy szocialista állam létrehozására Bajorországban 1919 tavaszán.

## Története

### Megalakulása
Az első világháború során vereséget szenvedett Német Császárságban került sor a novemberi forradalomra, melyben a német uralkodók közül III. Lajos bajor király volt az első, aki a Wittelsbach-ház által 700 évig elfoglalt trónjáról lemondott. Kurt Eisner, a Németország Független Szociáldemokrata Pártja (Unabhängige Sozialdemokratische Partei Deutschlands – USPD) bajorországi vezetője, 1918. november 7-én kikiáltotta a Bajor Szabadállamot (Freier Volksstaat Bayern), amelynek miniszterelnöke lett. 
Miután pártja elveszítette a választásokat, 1919. február 21-én politikai merénylet áldozata lett. Ekkor kitört a fegyveres hatalmi harc a tanácsköztársaság és a parlamentarizmus hívei között. A Magyarországi Tanácsköztársaság létrejöttének híre is lelkesítette az előbbieket, akik végül győzelmet arattak, és 1919. április 6-án kikiáltották a Bajor Tanácsköztársaságot.

### Fennállása
A tanácsköztársaság első vezetői az USPD (mint például Ernst Toller) és a helyi anarchisták soraiból (mint például Gustav Landauer és Erich Mühsam) kerültek ki. Mivel a hatalomátvételből kihagyták a kommunistákat, azok puccsnak minősítették a fordulatot. Több „érdekes” intézkedés mellett hadat üzentek Svájcnak, amiért megtagadta, hogy kölcsönadjon 60 gőzmozdonyt. De végül is nem sikerült a rendet helyreállítaniuk Münchenben, s hat nap után az Eugen Leviné vezette kommunisták átvették a hatalmat tőlük.
A gyárakban munkásönigazgatást vezettek be, és tervbe vették – Silvio Gesell elképzelései nyomán – a papírpénz megszüntetését. Munkanélküli munkásokból – szovjet mintára – felállították a helyi, idővel 20 000 fősre gyarapodott Vörös Hadsereget, amely lecsapott az ellenforradalmi-gyanús csoportokra, személyekre. 8 embert a jobboldalnak végzett kémkedésért kivégeztek.

### Bukása
1919. május 3-án egy radikális jobboldali paramilitáris erő, a Freikorps 30 000 fős alakulata és a berlini szociáldemokrata kormány 9000 fős hadserege közösen megtámadta tanácsköztársaságot, és visszafoglalta Münchent.
A harcok és az azokat követő, a későbbi magyarországi fehérterrorhoz hasonló kommunista-ellenes tisztogatások során számos kegyetlenkedésre került sor, és hétszáz ember életét veszítette.
A forradalom eseményei és leverésének következményei megalapozták Bajorországban a nemzetiszocializmus felemelkedését. A konzervatívvá lett Bajorország az elkövetkező években a jobboldali radikalizmus németországi központjává („Ordnungszelle”) vált. Itt működött Adolf Hitler is, és 1923-ban itt hajtotta végre a müncheni sörpuccsot.

## Vezetők
Központi Tanács
- Max Levien
- Gustav Landauer
- Erich Mühsam
- Ernst Toller
- Eugen Leviné
- Oskar Maria Graf
- Otto Neurath – Gazdasági Központi Hivatal elnöke
- Silvio Gesell – pénzügyi népbiztos

## Fordítás
Ez a szócikk részben vagy egészben  a   Bavarian Soviet Republic című angol Wikipédia-szócikk fordításán alapul.  Az eredeti cikk szerkesztőit annak laptörténete sorolja fel. Ez a jelzés csupán a megfogalmazás eredetét és a szerzői jogokat jelzi, nem szolgál a cikkben szereplő információk forrásmegjelöléseként.

## Kapcsolódó szócikk
- Rosa Luxemburg